# Урбан (узурпатор)
Урбан (лат. Urbanus, полная форма имени неизвестна) — римский император-узурпатор в 271/272 году.
По Зосиме известно, что Урбан восстал против власти Аврелиана в 271/272 году, но вскоре был убит своими солдатами. Примерно в то же время империи угрожали сарматы и готы. Вероятно, что восстание Урбана связано с этими событиями. Возможно, этот узурпатор был выдуман.